# If That's OK with You
If That's OK with You è un singolo del cantante pop britannico Shayne Ward, pubblicato il 24 settembre 2007 dall'etichetta discografica Sony BMG. In Regno Unito è stato pubblicato come doppia a-side insieme al brano No U Hang Up come primo singolo estratto dal secondo album, Breathless.

## Classifiche
| Classifica (2007) | Posizione raggiunta |
| ----------------- | ------------------- |
| Irlanda           | 1                   |
| Regno Unito       | 2                   |
| Svezia            | 45                  |